# Halsten Stenkilsson
Halsten Stenkilsson byl synem Stenkila a Ingamoder Emundsdotter. Po smrti svých dvou starších bratrů (Erika Stenkilssona a Erika Pohana) nastoupil na švédský trůn. Vládl relativně krátkou dobu, v letech 1067–1070.
O jeho vládě se ví jen velmi málo. Adam z Brém píše, že byl zvolen králem po smrti svých dvou předchůdců, ale brzy byl sesazen. Mohl vládnout společně se svým bratrem Inge I.: Řehoř VII. v roce 1081 adresoval svůj dopis dvěma švédským králům s iniciálami A a I (rege wisigothorum). Iniciála „A“ ovšem může odkazovat i na Haakona Rudého. Jeho spoluvládnutí s Ingem zmiňuje i Hervarar saga.
Västgötalagen ho popisuje jako dvorného a veselého a každý předložený případ soudil spravedlivě a proto Švédsko truchlilo nad jeho smrtí. Jeho syny byli králové Filip Halsten a Inge II.